# Надя Коменеч
Надя Коменеч  (рум. Nadia Comăneci, [ˈnadi.a koməˈnet͡ʃʲ]; нар. 12 листопада 1961), відома також як Надя Команечі — румунська гімнастка, п'ятиразова олімпійська чемпіонка, перша гімнастка, що отримала оцінку 10.0 на олімпійських змаганнях.

## Нагороди
Коменеч отримала Олімпійський орден, найвищу нагороду МОК, у 1984 та у 2004 роках. Вона наймолодша із усіх нагороджених і єдина людина, що отримала орден двічі. Коменеч індуктована до Міжнародної гімнастичної зали слави.

## Кар'єра

### Початок
Надя почала займатися гімнастикою ще в дитячому садку, а з шести років була зарахована в експериментальну гімнастичну школу Бели Каролі. У 8 років вона вже брала участь у чемпіонаті Румунії й зайняла 13 місце. У 1970 вона виграла національну першість у складі команди свого міста. 1971 року вона взяла участь у своїх перших міжнародних змаганнях.
Перший великий успіх прийшов до гімнастки в 1975, коли на чемпіонаті Європи вона виграла абсолютний залік та всі предмети, крім вільних вправ, у яких вона зайняла друге місце. Вона продовжувала здобувати перемоги на чемпіонаті Румунії та міжнародних змаганнях упродовж всього року. На передолімпійському турнірі в Монреалі Надя виграла абсолютний залік та колоду, поступившись на рівновисоких брусах, в опорному стрибку та вільних вправах Неллі Кім, своїй головній конкурентці в наступні кілька років. United Press International назвало її «найкращою спортсменкою року».
Виступаючи на щойно відкритому турнірі кубок Америки, що проходив у березні 1976 в Медісон-сквер-гарден, Коменеч отримала рідкісну оцінку 10,0 за опорний стрибок як у попередніх змаганнях, так і у фіналі. Упродовж 1976 вона ще кілька разів отримувала найвищу оцінку, зокрема за опорний стрибок та різновисокі бруси на престижному кубку Тюніті в Японії.

### Монреальська Олімпіада
На літні Олімпійські ігри 1976 Надя приїхала в 14 років і стала однією із зірок Ігор. Виступаючи в командних змаганнях вона отримала оцінку 10 за вправу на різновисоких брусах. Це був перший такий випадок в історії Олімпіад, табло не було розраховане на показ такої оцінки й висвітлило 1,00, що спочатку здивувало глядачів, але згодом вони зрозуміли й здійняли бурю оплесків. Усього за олімпійський турнір Коменеч здобула шість десяток. Як наслідок вона виграла абсолютний залік, колоду й різновисокі бруси, а також виборола бронзу у вільних вправах. Команда Румунії фінішувала другою в командних змаганнях, тож Надя отримала ще й срібло.
Коменеч першою серед румунок виборола звання олімпійської чемпіонки в абсолютному заліку. Вона була також наймолодшою олімпійською чемпіонкою в цій дисципліні. Цей рекорд залишиться, мабуть, навічно, оскільки за сучасними правилами на Олімпіадах можуть виступати тільки спортсменки, яким виповнилося 16 років, а Наді тоді було тільки 14.
Успіхи Наді на Олімпіаді привернули до неї увагу преси. Її визнали найкращою спортсменкою року BBC, Associated Press і повторно United Press International. Вдома, у Румунії вона отримала звання Героя соціалістичної праці.

### 1977—1981
Коменеч успішно захистила титул чемпіонки Європи в абсолютному заліку 1977 року, але на чемпіонаті виникли питання з суддівством, і, за велінням Чаушеску, румунська команда демонстративно покинула турнір під час змагань на окремих предметах.
Після чемпіонату Європи 1977 року Федерація гімнастики Румунії забрала Надю від її тренерів, подружжя Каролі, й відіслала в Бухарест тренуватися в спортивному комплексі імені 23 серпня. Така зміна не пішла Наді на користь, крім того, в той час її батьки розлучалися, й усі ці обставини негативно вплинули на її фізичну форму. Коли Коменеч виступала на чемпіонаті світу 1978 року, виглядало, що рухи давалися їй досить важко. Падіння з брусів призвело до четвертого місця в абсолютному заліку, Надю випередили Олена Мухіна, Неллі Кім та Наталія Шапошникова. Втім, Коменеч виграла змагання на колоді.
Після чемпіонату світу 1978 Коменеч дозволили повернутися до Каролі. 1979 знову струнка й мотивована спортсменка виграла третій чемпіонат Європи поспіль. У грудні, на чемпіонаті світу 1979, Надя вела після обов'язкових вправ, але була госпіталізована перед довільними вправами командних змагань у зв'язку з зараженням, зумовленим порізом руки. Незважаючи на заборону лікарів, вона повернулася на змагання і виступила на колоді, отримавши оцінку 9,95, чим допомогла Румунії здобути командне золото. Після цього вона повернулася в лікарню заліковувати нарив на руці.
На Московській олімпіаді Надя посіла друге місце в абсолютному заліку, поступившись зовсім небагато Олені Давидовій. Вона захистила свій титул на колоді й розділила перше місце у вільних вправах із Неллі Кім. Суддівство викликало суперечки. Румунська команда задовольнилася другим місцем у командних змаганнях.
Коменеч завершила виступати в змаганнях 1981 року. Офіційно завершення кар'єри відбулося 1984 року й на церемонію прибув голова МОК.

## Втеча до США
У 1989 році Надя Коменеч разом зі своїм тренером втекла через «залізну завісу» до США. Це збурило галас у ЗМІ й стало політичним скандалом у країнах «соціалістичної співдружності» (сателітах СРСР) через те, що вільний виїзд спортсменів або звичайних громадян для життя за кордоном був заборонений. Тим більш, що Надя вважалася «зіркою» та «обличчям у спорті» диктаторського режиму Ніколає Чаушеску.
У 1996 році вона вийшла заміж в Бухаресті за колишнього гімнаста США Барта Коннера. У подружжя є син, на ім'я Ділан Пол Коннер (народився 3 червня 2006 року). Надя Коменеч з чоловіком і сином живе в місті Норман, штат Оклахома.

## Виступи на Олімпіадах
| Олімпіада     | Дисципліна        | Місце              |
| ------------- | ----------------- | ------------------ |
| Монреаль 1976 | абсолютний залік  | 1                  |
| Монреаль 1976 | командний залік   | 2                  |
| Монреаль 1976 | вільні врави      | 3                  |
| Монреаль 1976 | опорний стрибок   | 4                  |
| Монреаль 1976 | різновисокі бруси | 1                  |
| Монреаль 1976 | колода            | 1                  |
| Москва 1980   | абсолютний залік  | 2T                 |
| Москва 1980   | командний залік   | 2                  |
| Москва 1980   | вільні врави      | 1T                 |
| Москва 1980   | опорний стрибок   | 5                  |
| Москва 1980   | різновисокі бруси | 20T (кваліфікація) |
| Москва 1980   | колода            | 1                  |